# Mang Cống Sơn
Mang Cống Sơn hay kỉ Cống Sơn là một loài mới được các nhà khoa học Trung Quốc nhận dạng như là một loài mang trong thời gian gần đây. Loài mang này sống tại khu vực núi Cống Sơn tại miền tây bắc tỉnh Vân Nam, đông nam Tây Tạng và miền bắc Myanmar (bang Kachin). Tuy nhiên, các nghiên cứu di truyền mới nhất chỉ ra rằng nó có quan hệ họ hàng rất gần với mang đầu lông, có thể là gần tới mức để có thể coi là một loài, mặc dù chúng khác biệt về màu sắc lông.